# Frank Kermode
Sir John Frank Kermode (Douglas, Man sziget, 1919. november 29. – Cambridge, Egyesült Királyság, 2010. augusztus 17.) angol irodalomkritikus.

## Élete és munkássága
Kermode Man szigeten született. Apja, John Pritchard Kermode, raktáros volt egy kikötőben, anyja, Doris Kennedy, egy ideig pincérnő. Tanulmányait a Douglas Középiskolában és a Liverpooli Egyetemen végezte. 1940 és 1946 között a Brit Királyi Haditengerészetnél szolgált, túlnyomó részt Izlandon.
Akadémiai karrierjét a Durhami Egyetemen kezdte 1947-ben, majd oktatott a Readingi Egyetemen (1949-1956), Manchesterben és a Bristoli Egyetemen. 1967 és 1974 között a Londoni Egyetem University College-ának (UCL) angol tanszékét vezette. 1974 és 1982 között a Cambridge-i Egyetem professzora, a VII. Edward király által alapított rangos professzorátus birtokosa, a Brit Akadémia és a Királyi Irodalmi Társaság tagja. 1982-ben az Egyesült Államok-ba költözött, ahol több egyetemen is oktatott. Rendszeresen publikált a London Review of Books-ban és a The New York Review of Books-ban.
Kezdetben többek között William Shakespeare műveit, majd a modernizmus századfordulós gyökereit tanulmányozta, illetve a romantikus és a modern költészet esztétikai összefüggései vizsgálta. Jelentősebb művei között említhető a Romantic Image (A romantikus kép, 1957), monográfiája Wallace Stevens-ről (1960), a The Sense of an Ending (A vég érzete avagy a befejezés értelme, 1967) és a Modern Essays (Modern esszék, 1971).
1964 és 1966 között Melvin J. Lasky-val társszerkesztője volt az Encounter című neves irodalmi magazinnak, melyet 1953-ban a költő Stephen Spender és az újságíró Irving Kristol alapítottak. Kermode-nak 31 írása jelent meg a magazinban 1989-ben nyugdíjba vonult. 1991-ben lovaggá ütötték.
Kermode kétszer házasodott. Első feleségétől Maureen Eccles-től, akivel 1947 és 1970 között voltak házasok, ikrei születtek, egy fiú és egy lány, Mark és Deborah. Második felesége Anita Van Vactor, amerikai tudós volt, akivel közösen szerkesztették az 1995-ben megjelent The Oxford Book of Letters című kötetet. Később elváltak.

## Művei magyarul
- Mi a modern? Tanulmányok (válogatta, fordította, a jegyzeteket és az utószót Takács Ferenc írta). Budapest, Európa Könyvkiadó, 1980, Modern könyvtár sorozat; (A kötet 11 tanulmányt tartalmaz, többek között W. H. Audenről, Beckettről, T. S. Eliotról, William Goldingról és J. D. Salingerről)
- A hermeneutika elmélete. Tanulmányok. Auerbach, Palmer, Ricoeur, Hirsch, Szondi, Frye, Kermode – szöveggyűjtemény; vál., szerk. Fabiny Tibor, ford. Angyalosi Gergely et al.; JATEPress, Szeged, 1998 (Ikonológia és műértelmezés)
- Shakespeare kora (fordította N. Kiss Zsuzsa). Budapest, Európa Könyvkiadó, 2006 (Áttekintések) ISBN 9630781085
- A modern apokalipszis (fordította Sándor Bea). In: Café Bábel, 10. évf. 1 /35/. sz. (2000), 31-43. old.

## Válogatott művei angolul
- English pastoral poetry from the beginnings to Marvell, (1952), Life, literature and thought library, Harrap, ISBN 0-393-00612-3, OCLC 230064261
- The Arden edition of the works of William Shakespeare: The Tempest, (1954) London, Methuen, OCLC 479707500
- Romantic image, (1957), Routledge & Kegan Paul, ISBN 0-00-632801-6, OCLC 459757853
- The living Milton: essays by various hands, collected and edited by Frank Kermode, (1960), Routledge & Kegan Paul, OCLC 460313451
- Wallace Stevens, (1961), Evergreen pilot books, EP4, New York, Grove Press, ISBN 0-14-118154-0, OCLC 302326
- Spenser and the allegorists, (1962), London, Oxford University Press, OCLC 6126122
- William Shakespeare: the final plays, (1963), London, Longmans, Green & Co., OCLC 59684048
- The patience of Shakespeare, (1964), New York, Harcourt, Brace & World, OCLC 10454934
- Spenser: selections from the minor poems and The Faerie Queene, (1965), London, Oxford University Press, OCLC 671410
- On Shakespeare's learning, (1965), Manchester, Manchester University Press, OCLC 222028401
- The sense of an ending: studies in the theory of fiction, (1967; 2. kiadás 2000), New York, Oxford University Press, ISBN 0-19-513612-8, OCLC 42072263
- Marvell: selected poetry, (1962), New York, New American Library, ISBN 0-416-40230-5, OCLC 716175
- Continuities, (1968), New York, Random House, ISBN 0-7100-6176-5, OCLC 166560
- Shakespeare: King Lear: a casebook, (1969), Casebook series, London, Macmillan, ISBN 978-0-333-06003-2
- The Metaphysical poets, (1969), Fawcett Pub. Co, OCLC 613406485
- Modern essays, (1970), London, Collins, ISBN 0-00-632439-8, OCLC 490969948
- Shakespeare, Spenser, Donne, (1971), London, Routledge & Kegan Paul, ISBN 0-00-633168-8, OCLC 637793898
- English Renaissance Literature, Introductory Lectures (1974), Stephen Fenderrel és Kenneth Palmerrel
- Selected prose of T. S. Eliot, (1975), London, Faber and Faber, OCLC 299343248
- The art of telling: essays on fiction, (1983), Cambridge, Mass., Harvard University Press, ISBN 0-674-04828-8, OCLC 9283076
- History and value, (1988), Clarendon lectures and Northcliffe lectures 1987, Oxford, Clarendon Press, ISBN 0-19-812381-7, OCLC 613291093
- Poetry, narrative, history, (1989), Oxford, Blackwell, ISBN 0-631-17265-3, OCLC 283038643
- Andrew Marvell, (1990), ed. with Keith Walker, Oxford; New York, Oxford University Press, OCLC 21335465
- The Oxford book of letters, (1995), szerk. Anita Kermode és Frank Kermode, Oxford, Oxford University Press, OCLC 406986931
- Not entitled: a memoir, (1995), New York, Farrar, Straus and Giroux, ISBN 0-374-18103-9, OCLC 32544681
- Stevens: collected poetry and prose, (1997), szerk. Joan Richardson és Frank Kermode, New York, Library of America, ISBN 1-883011-45-0, OCLC 470040871
- Edward Upward: a bibliography 1920–2000, (2000), szerk. Alan Walker és Frank Kermode, London, Enitharmon Press, OCLC 49843441
- Shakespeare's language, (2000), New York, Farrar, Straus and Giroux, ISBN 0-374-22636-9, OCLC 42772306
- Pleasing myself: from Beowulf to Philip Roth, (2001), London, Allen Lane, ISBN 0-7139-9518-1, OCLC 462323235
- The age of Shakespeare, (2004), London, Weidenfeld & Nicolson, ISBN 0-679-64244-7, OCLC 59277844
- Concerning E. M. Forster, (2009), Farrar, Straus and Giroux, ISBN 978-0-374-29899-9

## Fordítás
- Ez a szócikk részben vagy egészben  a   Frank Kermode című angol Wikipédia-szócikk ezen változatának fordításán alapul.  Az eredeti cikk szerkesztőit annak laptörténete sorolja fel. Ez a jelzés csupán a megfogalmazás eredetét és a szerzői jogokat jelzi, nem szolgál a cikkben szereplő információk forrásmegjelöléseként.